# Diócesis de Macerata
La diócesis de Macerata (en latín: Dioecesis Maceratensis y en italiano: Diocesi di Macerata) es una circunscripción eclesiástica de la Iglesia católica en Italia. Se trata de una diócesis latina, sufragánea de la arquidiócesis de Fermo. Desde el 17 de diciembre de 2022 su obispo es Nazzareno Marconi.

## Territorio y organización

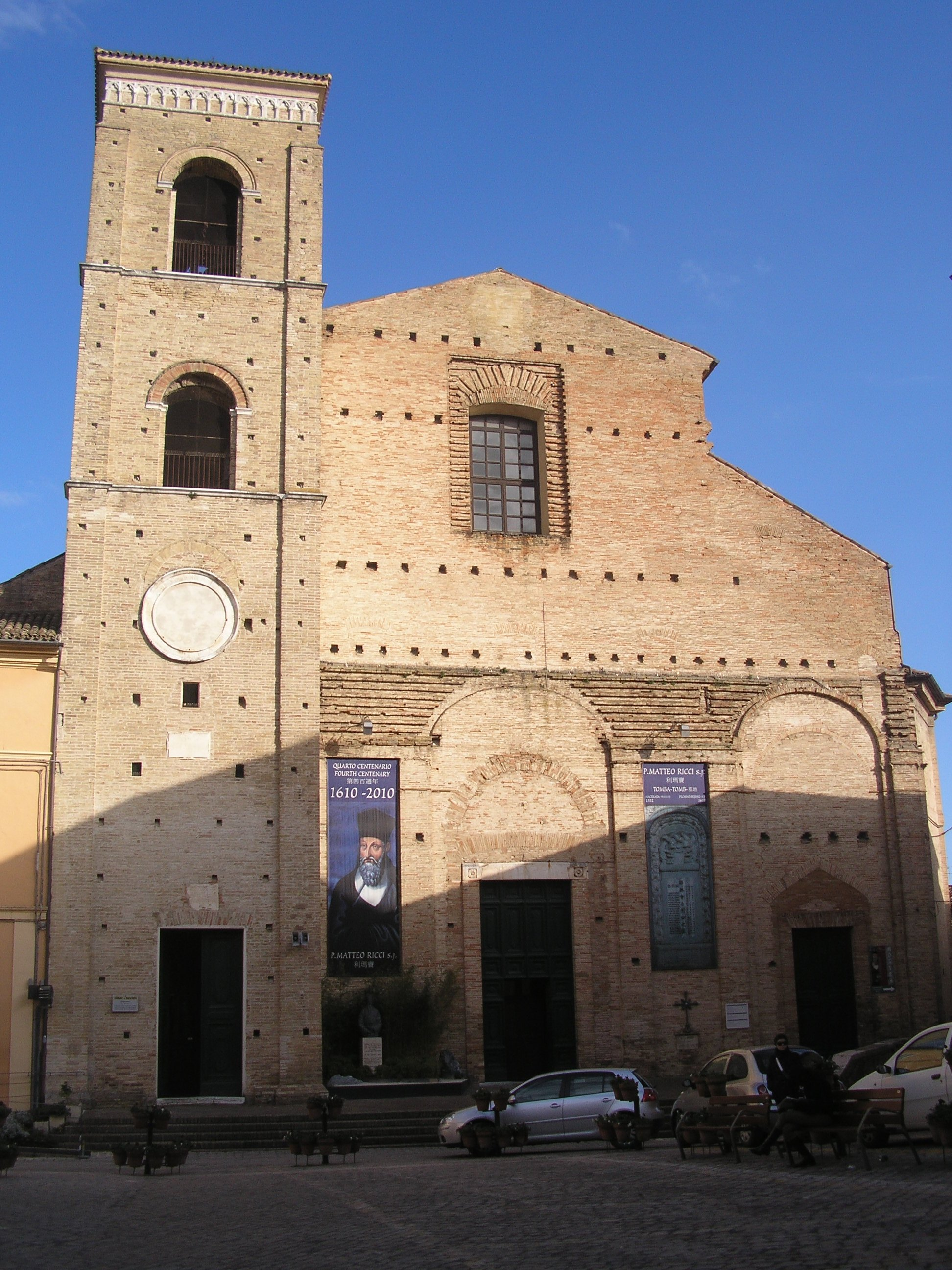
Excatedral de San Julián, en Macerata

La diócesis tiene 745 km² y extiende su jurisdicción sobre los fieles católicos de rito latino residentes en 13 comunas de la provincia de Macerata en la región de Marcas: Appignano, Cingoli, Colmurano, Macerata, Montecassiano, Montefano, Montelupone, Pollenza, Porto Recanati, Recanati, Tolentino, Treia y Urbisaglia.

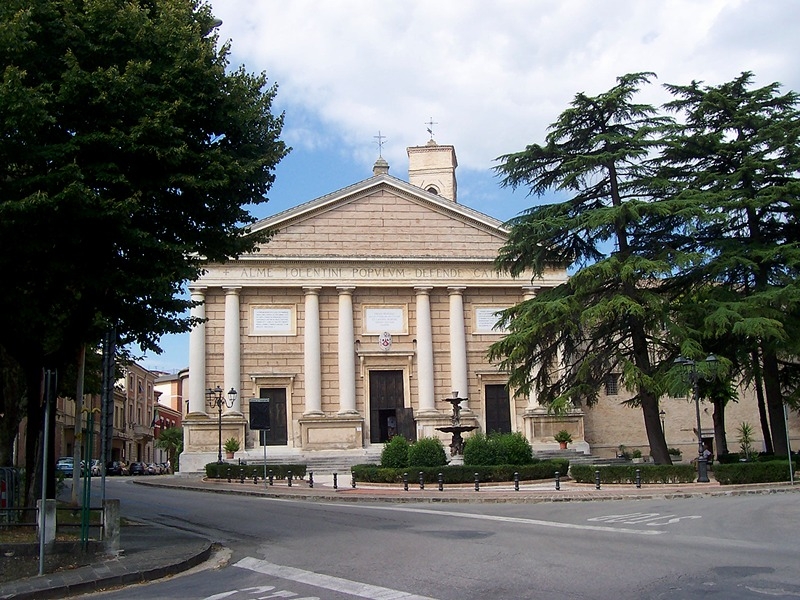
Excatedral basílica de San Catervo, en Tolentino

La sede de la diócesis se encuentra en la ciudad de Macerata, en donde se halla la Catedral de San Juan. En el territorio de la diócesis se encuentran las excatedrales de:
- San Julián, en Macerata (fue la catedral de la diócesis de Macerata-Tolentino-Recanati-Cingoli-Treia);
- basílica de San Catervo, en Tolentino (diócesis de Tolentino);
- basílica de San Flaviano, en Recanati (diócesis de Recanati);
- Santa María Asunta, en Cingoli (diócesis de Cingoli);
- Santísima Anunciada, en Treia (diócesis de Treia).

También hay otras dos basílicas menores: la basílica de San Nicolás de Tolentino, en Tolentino; y el santuario basílica de Santa María de la Misericordia, en Macerata.

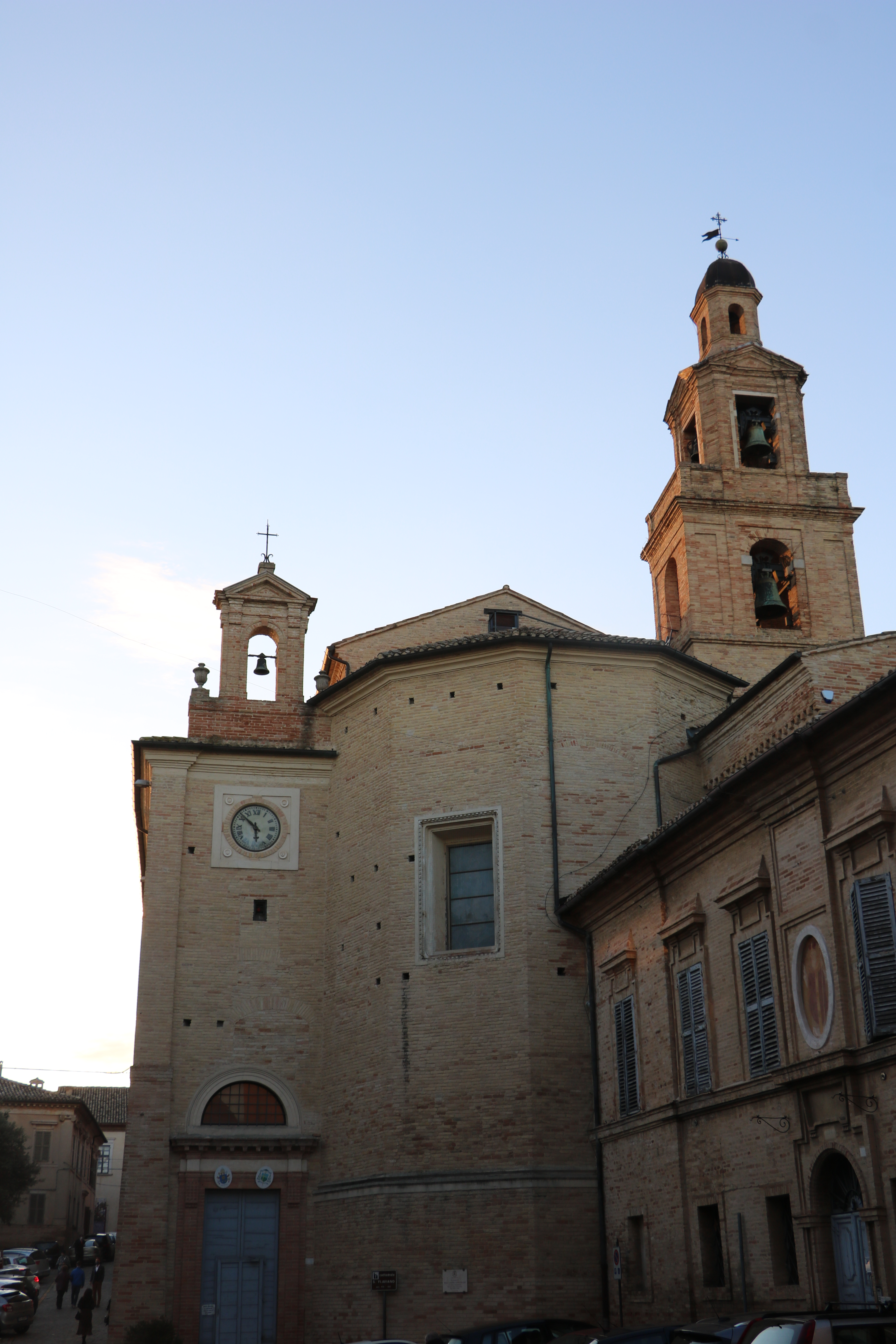
Excatedral basílica de San Flaviano, en Recanati

En 2023 en la diócesis existían 67 parroquias agrupadas en 5 vicariatos: Cingoli, Macerata, Recanati, Tolentino y Treia.

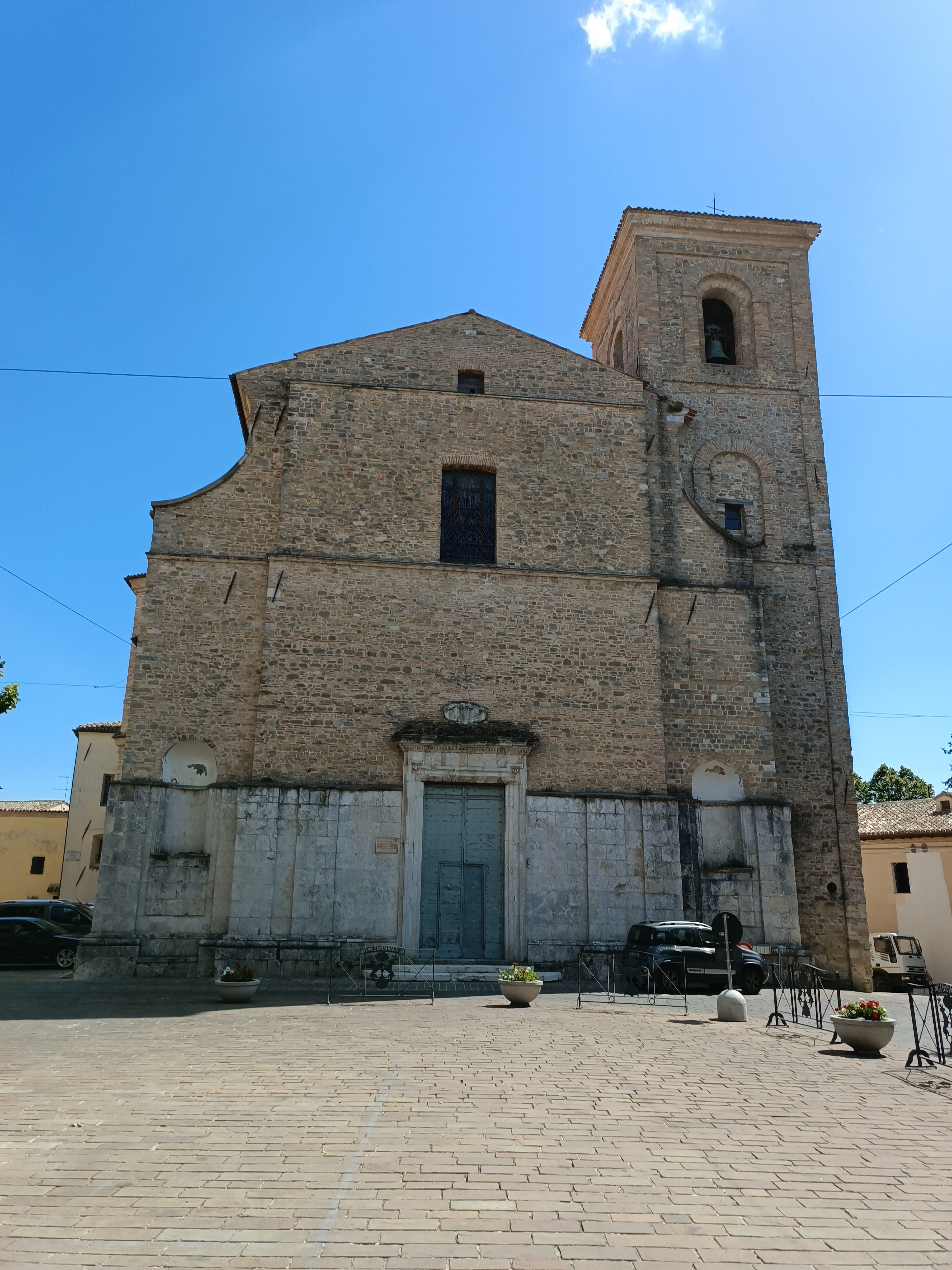
Excatedral de Santa María Asunta, en Cingoli

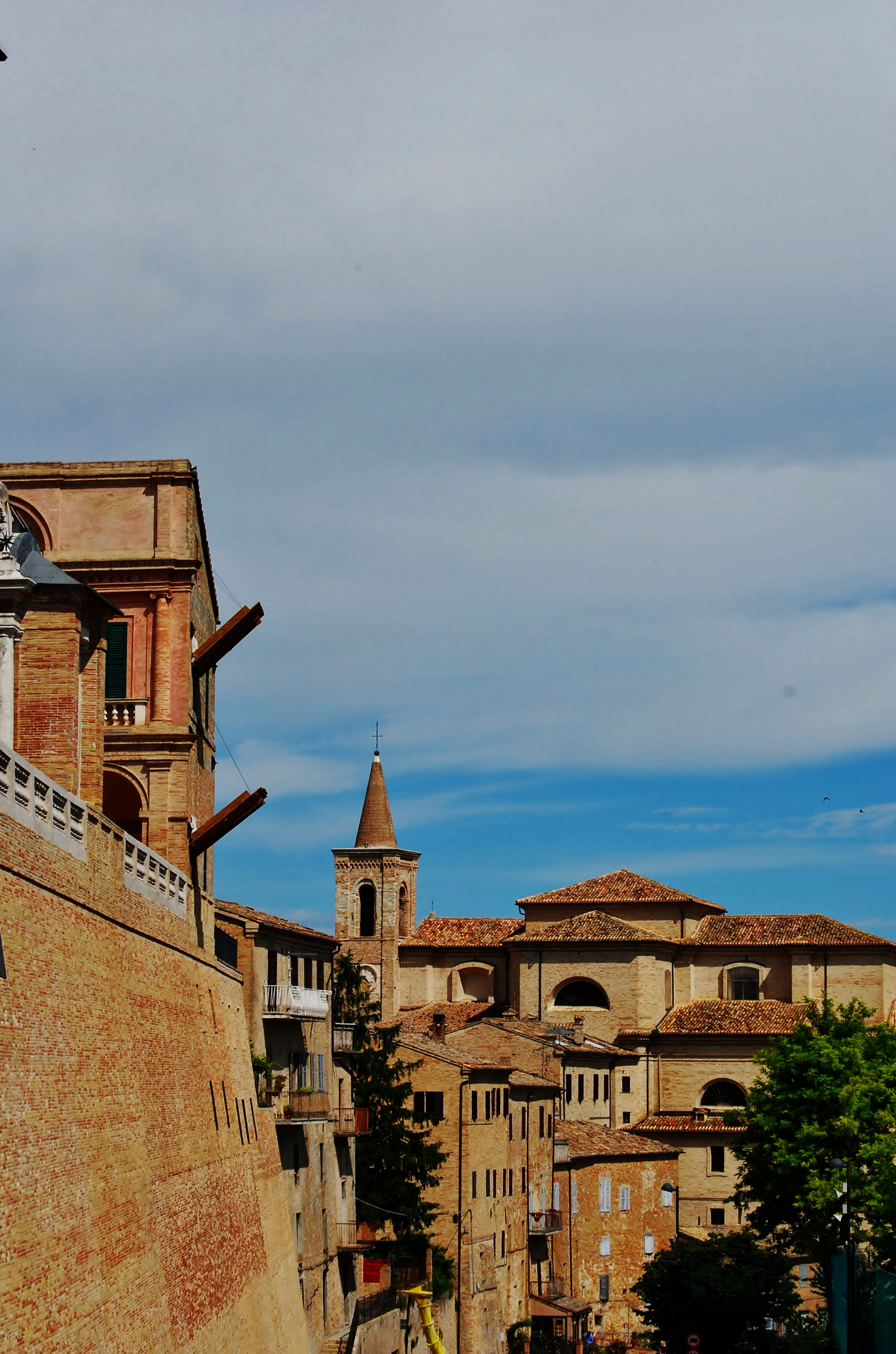
Excatedral de la Santísima Anunciada, en Treia

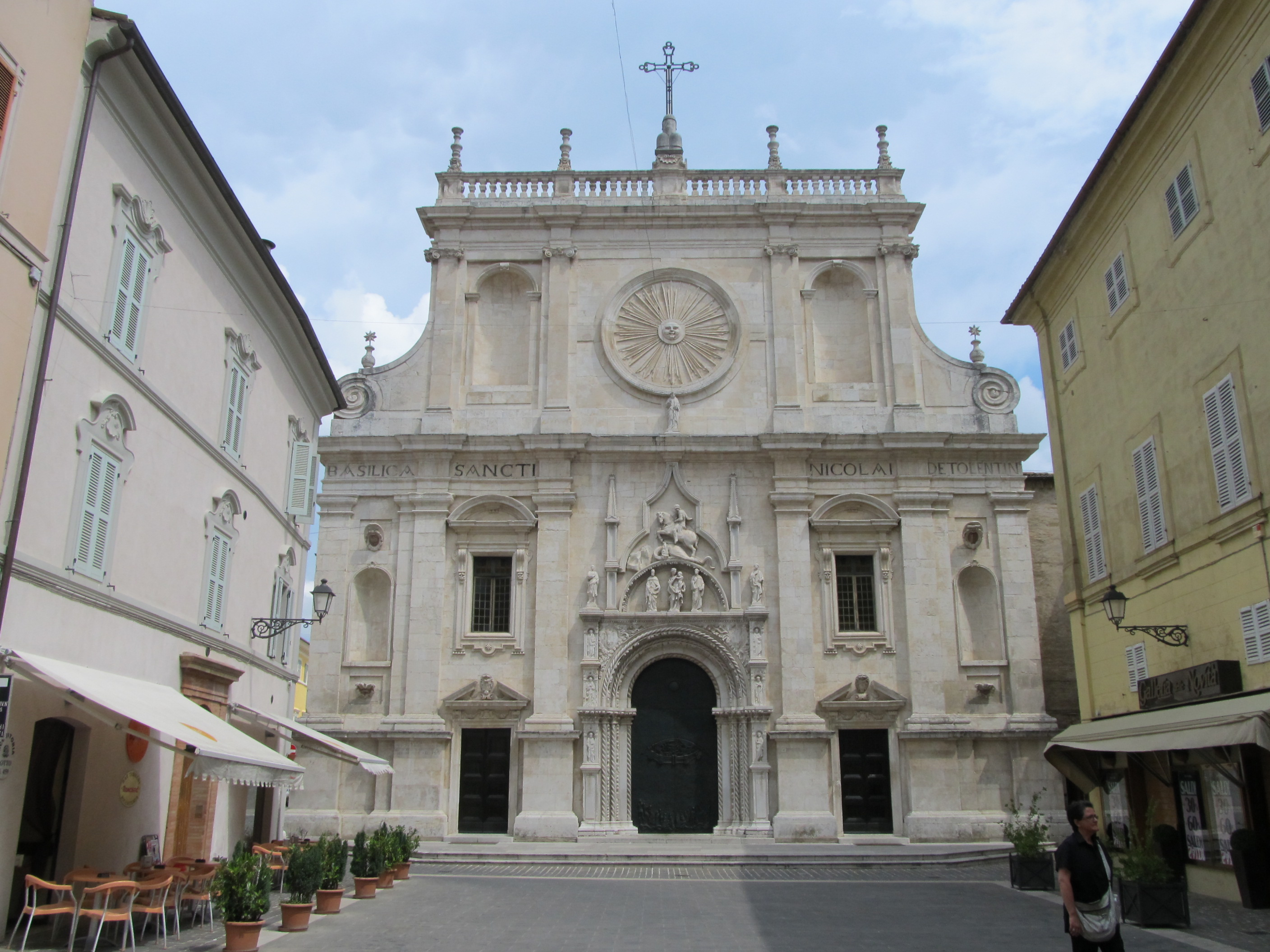
Basílica de San Nicolás de Tolentino, en Tolentino

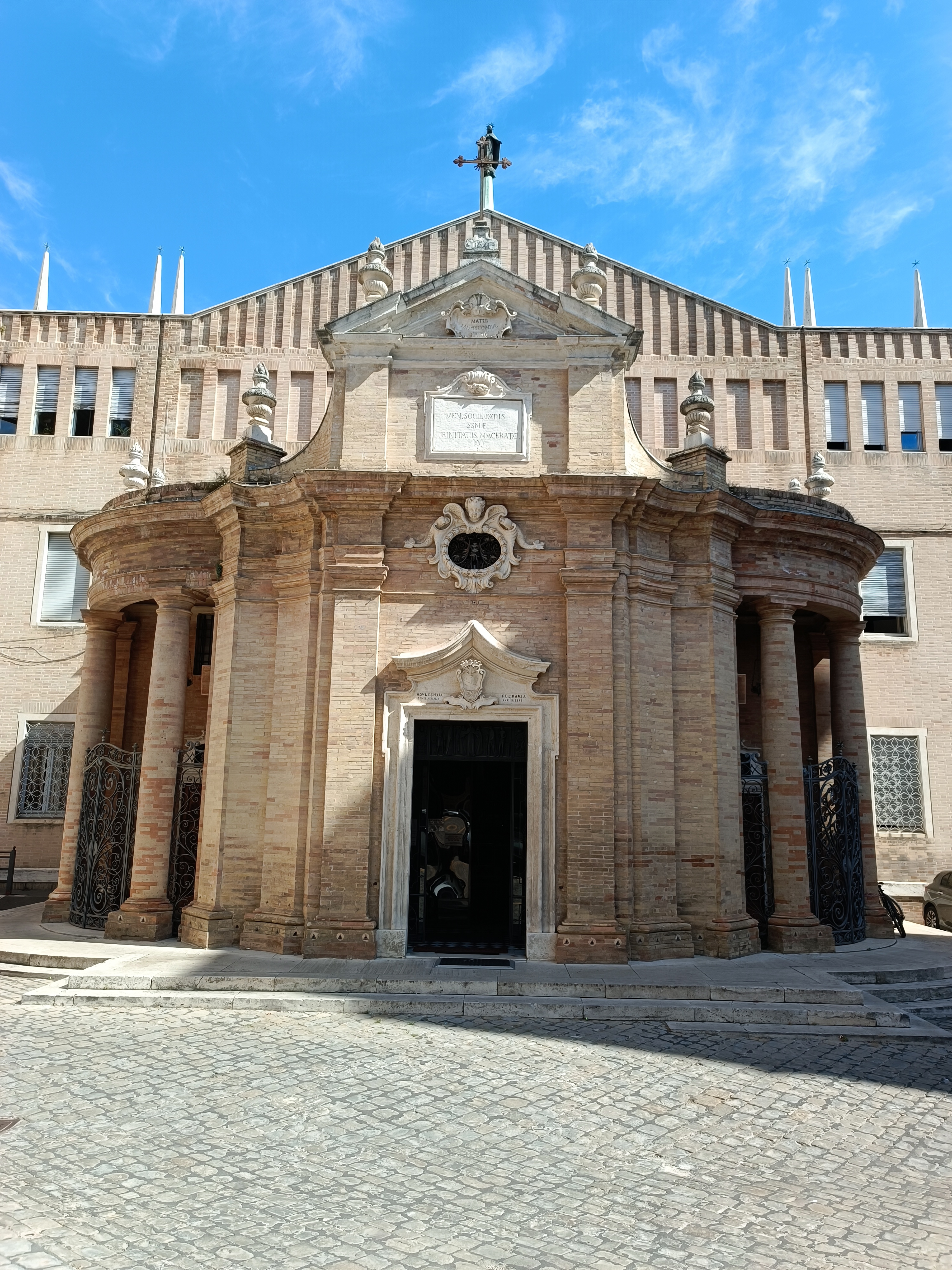
Santuario basílica de Santa María de la Misericordia, en Macerata

## Historia
La diócesis de Macerata, con territorio obtenido de las diócesis de Fermo y Camerino, fue erigida el 18 de noviembre de 1320 mediante la bula Sicut ex debito del papa Juan XXII a expensas de la gibelina ciudad de Recanati, cuyo territorio incorporaba. La victoria del partido güelfo sobre los gibelinos resolvió la discordia y permitió la erección de la diócesis de Recanati de nuevo mediante una bula del papa Inocencio VI del 8 de enero de 1356, las dos diócesis se unieron aeque principaliter. A excepción del período 1516-1571, la unión duró hasta marzo de 1586.
Inicialmente, la diócesis estaba inmediatamente sujeta a la Santa Sede y se extendía hasta el mar Adriático, incluyendo, con Recanati, también el territorio de Loreto.
El 17 de marzo de 1586 cedió una gran porción de su territorio para la erección de la diócesis de Loreto, incluida la región de Recanati (diócesis que fue suprimida), mediante la bula Pro Excellenti del papa Sixto V. Esto redujo considerablemente el territorio de Macerata, que fue ampliado por el papa Sixto V en 1588 con las comunas de Pollenza y Urbisaglia, separadas de la jurisdicción de la diócesis de Camerino.
El 10 de diciembre de 1586 se erigió la diócesis de Tolentino mediante la bula Super universas del papa Sixto V, que se unió aeque principaliter a la sede de Macerata. El 24 de mayo de 1589 las dos diócesis se convirtieron en sufragáneas de la arquidiócesis de Fermo, al mismo tiempo elevada al rango de sede metropolitana. Para compensar a Macerata por la pérdida de la sujeción inmediata a la sede romana, Sixto V estableció ese mismo año en la ciudad el tribunal de la Sacra Rota, al que sometió al propio arzobispo de Fermo.
Entre los obispos que implementaron en la diócesis las reformas decididas por el Concilio de Trento, cabe mencionar en particular a Galeazzo Moroni, quien, durante su largo episcopado (1573-1613), llevó a cabo una cuidadosa visita pastoral, celebró cinco sínodos diocesanos, intentó fundar el seminario y favoreció la llegada de dominicos y somascos. En 1544 y 1561 los capuchinos y los jesuitas fundaron sus residencias en Macerata.
El seminario fue fundado por su sucesor, el obispo Felice Centini, en 1615; su última sede fue, desde 1954, el antiguo convento de los agustinos. El propio Centini favoreció la llegada de los barnabitas y filipinos a la diócesis.
A principios del siglo XIX las dos sedes de Macerata y Tolentino estaban gobernadas por el pasionista Vicente María Strambi, elevado a los honores de los altares en 1950 por el papa Pío XII, quien lo proclamó patrono de las diócesis el 7 de septiembre de 1957, con la carta apostólica Plurimi floruerunt.
Después del Concilio Vaticano II, las diócesis de Cingoli (1964), Treia (1966) y Recanati (1970) recibieron la administración apostólica de los obispos de Macerata y Tolentino, sentando así las bases para la unión de estas cinco sedes de Marcas.
El 11 de febrero de 1976 Francesco Tarcisio Carboni fue nombrado obispo de las cinco sedes de Marcas, que quedaron así unidas in persona episcopi; con este nombramiento terminaron formalmente las uniones de Treia con San Severino Marche y de Cingoli con Osimo.
El 19 de marzo de 1984 la diócesis de Macerata adquirió el territorio de la comuna de Appignano que pertenecía a la diócesis de Osimo, mediante el decreto Conferentia Episcopalis Picena de la Congregación para los Obispos.
El 25 de enero de 1985, mediante el decreto Quo aptius de la Congregación para los Obispos, las diócesis de Macerata, Tolentino, Recanati, Cingoli y Treia se unieron aeque principaliter. Las cinco ubicaciones incluían estos territorios: Cingoli y Treia, los únicos territorios de las respectivas comunas; la diócesis de Tolentino, las comunas de Tolentino y Colmurano; la diócesis de Macerata, las comunas de Macerata, Urbisaglia, Pollenza y Appignano; la sede de Recanati las comunas de Recanati, Porto Recanati, Montelupone, Montecassiano y Montefano.
El 30 de septiembre de 1986, mediante el decreto Instantibus votis de laCongregación para los Obispos, se estableció la unión plena de las cinco diócesis y el nuevo distrito eclesiástico tomó el nombre de Macerata-Tolentino-Recanati-Cingoli-Treia. Al mismo tiempo, la diócesis pasó a ser sufragánea de la arquidiócesis de Fermo.
El 19 de junio de 1993 la diócesis recibió la visita pastoral del papa Juan Pablo II, quien en la ocasión bendijo la primera piedra del seminario misionero diocesano Redemptoris Mater.
El 17 de diciembre de 2022 la diócesis asumió su nombre actual, en virtud del decreto Plenam optatam unionem del Dicasterio para los Obispos; al mismo tiempo el título de catedral fue transferido a la colegiata de San Juan y la Virgen, invocada con el título de Mater Misericordiae, fue proclamada patrona única de la diócesis.

## Estadísticas
Según el Anuario Pontificio 2024 la diócesis tenía a fines de 2023 un total de 139 200 fieles bautizados.
| Año                                                                             | Población            | Población | Población      | Sacerdotes | Sacerdotes    | Sacerdotes    | Bautizados por sacerdote | Diáconos permanentes | Religiosos | Religiosos | Parroquias |
| Año                                                                             | Bautizados católicos | Total     | % de católicos | Total      | Clero secular | Clero regular | Bautizados por sacerdote | Diáconos permanentes | Varones    | Mujeres    | Parroquias |
| ------------------------------------------------------------------------------- | -------------------- | --------- | -------------- | ---------- | ------------- | ------------- | ------------------------ | -------------------- | ---------- | ---------- | ---------- |
| Diócesis de Macerata y Tolentino                                                |                      |           |                |            |               |               |                          |                      |            |            |            |
| 1950                                                                            | 40 000               | 40 000    | 100.0          | 96         | 67            | 29            | 416                      |                      | 29         | 162        | 17         |
| 1970                                                                            | 68 465               | 68 547    | 99.9           | 159        | 88            | 71            | 430                      |                      | 84         | 197        | 36         |
| 1980                                                                            | 52 010               | 52 412    | 99.2           | 114        | 59            | 55            | 456                      |                      | 65         | 168        | 25         |
| Diócesis de Macerata-Tolentino-Recanati-Cingoli-Treia                           |                      |           |                |            |               |               |                          |                      |            |            |            |
| 1990                                                                            | 132 381              | 133 323   | 99.3           | 245        | 128           | 117           | 540                      | 1                    | 137        | 247        | 67         |
| 1999                                                                            | 134 800              | 137 258   | 98.2           | 218        | 116           | 102           | 618                      | 4                    | 134        | 201        | 67         |
| 2000                                                                            | 133 290              | 136 030   | 98.0           | 221        | 121           | 100           | 603                      | 4                    | 116        | 194        | 67         |
| 2001                                                                            | 134 750              | 138 200   | 97.5           | 218        | 119           | 99            | 618                      | 4                    | 116        | 198        | 67         |
| 2002                                                                            | 128 600              | 132 300   | 97.2           | 214        | 115           | 99            | 600                      | 4                    | 117        | 159        | 67         |
| 2003                                                                            | 134 556              | 138 478   | 97.2           | 218        | 119           | 99            | 617                      | 5                    | 129        | 150        | 67         |
| 2004                                                                            | 134 412              | 138 940   | 96.7           | 203        | 121           | 82            | 662                      | 5                    | 103        | 145        | 67         |
| 2013                                                                            | 142 000              | 147 783   | 96.1           | 182        | 116           | 66            | 780                      | 13                   | 85         | 152        | 67         |
| 2016                                                                            | 142 200              | 148 000   | 96.1           | 142        | 108           | 34            | 1001                     | 13                   | 47         | 142        | 67         |
| 2019                                                                            | 141 490              | 147 180   | 96.1           | 175        | 141           | 34            | 808                      | 13                   | 47         | 142        | 67         |
| 2021                                                                            | 140 900              | 146 620   | 96.1           | 138        | 109           | 29            | 1021                     | 17                   | 42         | 130        | 67         |
| Diócesis de Macerata                                                            |                      |           |                |            |               |               |                          |                      |            |            |            |
| 2023                                                                            | 139 200              | 144 890   | 96.1           | 133        | 104           | 29            | 1046                     | 17                   | 41         | 120        | 67         |
| Fuente: Catholic-Hierarchy, que a su vez toma los datos del Anuario Pontificio. |                      |           |                |            |               |               |                          |                      |            |            |            |

## Episcopologio

### Obispos de Macerata
- Federico † (18 de noviembre de 1320-6 de junio de 1323 nombrado obispo de Senigallia)
- Beato Pietro Mulucci, O.F.M. † (6 de junio de 1323-29 de octubre de 1347 falleció)
- Guido da Riparia † (5 de noviembre de 1347-21 de octubre de 1349 nombrado obispo de Massa Marittima)
- Nicolò da San Martino, O.P. † (21 de octubre de 1349-8 de enero de 1356 nombrado obispo de Macerata y Recanati)

### Obispos de Macerata y Recanati
- Nicolò da San Martino, O.P. † (8 de enero de 1356-1369 falleció)
- Oliviero da Verona † (19 de febrero de 1369-29 de abril de 1374 nombrado obispo de Ceneda)
- Bartolomeo Zambrosi † (29 de abril de 1374-1383 falleció)
  - Paolo † (19 de septiembre de 1382-?) (antiobispo)
- Niccolò Vanni † (1383-?)
- Angelo Cino † (20 de julio de 1385-9 de septiembre de 1409 renunció)
  - Angelo Baglioni † (9 de septiembre de 1409-1412 depuesto) (antiobispo)
  - Nicola, O.E.S.A. † (20 de julio de 1412-1415? falleció) (antiobispo)
- Marino de Tocco † (6 de julio de 1418-7 de enero de 1429 nombrado obispo de Chieti)
- Benedetto Guidalotti † (7 de enero de 1429-1429)
- Giovanni Vitelleschi † (16 de abril de 1431-12 de octubre de 1435 nombrado arzobispo de Florencia)
- Tommaso Tommasini, O.P. † (24 de octubre de 1435-15 de octubre de 1440 nombrado obispo de Feltre y Belluno)
- Nicolò dall'Aste † (10 de diciembre de 1440-1460 falleció)
- Pietro Giorgi † (1460-7 de octubre de 1469 falleció)
  - Francesco Morosini † (2 de febrero de 1470-3 de octubre de 1470 falleció) (administrador apostólico)
- Andrea de' Pili † (4 de septiembre de 1471-octubre de 1476 falleció)
- Girolamo Basso della Rovere † (5 de octubre de 1476-1 de septiembre de 1507 falleció)
- Teseo de Cuppis † (20 de octubre de 1507-1528 falleció)
  - Giovanni Domenico de Cupis † (1528-29 de enero de 1535 renunció) (administrador apostólico, desde 1516 por la sola sede de Macerata)
- Obispos de la sede única de Macerata (1516-1571):
  - Giovanni Leclerc † (29 de enero de 1535-1545 falleció)
  - Filippo Riccabella † (27 de enero de 1546-6 de marzo de 1553 nombrado obispo de Recanati)
  - Gerolamo Melchiorri † (6 de marzo de 1553-1571 nombrado obispo de Macerata e Recanati)
- Gerolamo Melchiorri † (1571-1573 renunció)
- Galeazzo Moroni † (10 de junio de 1573-10 de diciembre de 1586[nota 4] nombrado obispo de Macerata y Tolentino)

### Obispos de Macerata y Tolentino

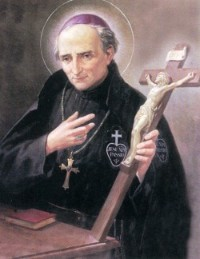
San Vicente María Strambi, obispo de Macerata y Tolentino de 1801 a 1823

- Galeazzo Moroni † (10 de diciembre de 1586-1 de septiembre de 1613 falleció)
- Felice Centini, O.F.M.Conv. † (23 de septiembre de 1613-24 de enero de 1641 falleció)
- Papirio Silvestri † (14 de julio de 1642-febrero de 1659 falleció)
- Francesco Cini † (15 de noviembre de 1660-mayo de 1684 falleció)
- Fabrizio Paolucci † (9 de abril de 1685-27 de enero de 1698 nombrado arzobispo a título personal de Ferrara)
- Alessandro Varano † (21 de julio de 1698-20 de octubre de 1735 falleció)
- Ignazio Stelluti † (19 de diciembre de 1735-5 de mayo de 1756 falleció)
- Carlo Augusto Peruzzini, B. † (20 de septiembre de 1756-11 de enero de 1777 falleció)
- Domenico Spinucci † (12 de mayo de 1777-27 de junio de 1796 nombrado arzobispo de Benevento)
- Alessandro Alessandretti † (27 de junio de 1796-6 de diciembre de 1800 renunció)
- San Vicente María Strambi, C.P. † (20 de julio de 1801-11 de noviembre de 1823 renunció)
- Francesco Ansaldo Teloni † (24 de mayo de 1824-31 de enero de 1846 falleció)
- Luigi Clementi † (21 de septiembre de 1846-8 de agosto de 1851 nombrado arzobispo titular de Damasco)
- Amadio Zangari † (5 de septiembre de 1851-31 de mayo de 1864 falleció)
  - Sede vacante (1864-1867)
- Gaetano Franceschini † (27 de marzo de 1867-31 de mayo de 1881 falleció)
- Sebastiano Galeati † (4 de agosto de 1881-23 de mayo de 1887 nombrado arzobispo de Ravena)
- Roberto Papiri † (25 de noviembre de 1887-29 de noviembre de 1895 nombrado arzobispo de Fermo)
- Giambattista Ricci † (29 de noviembre de 1895-9 de junio de 1902 nombrado obispo de Iesi)
- Raniero Sarnari † (9 de junio de 1902-25 de enero de 1916 falleció)
- Romolo Molaroni † (30 de septiembre de 1916-14 de agosto de 1919 falleció)
- Domenico Pasi † (15 de diciembre de 1919-20 de septiembre de 1923 falleció)
- Luigi Ferretti † (24 de marzo de 1924-26 de noviembre de 1934 falleció)
- Domenico Argnani † (15 de junio de 1935-1 de octubre de 1947 falleció)
- Silvio Cassulo † (28 de abril de 1948-27 de noviembre de 1968 falleció)
- Ersilio Tonini † (28 de abril de 1969-22 de noviembre de 1975 nombrado arzobispo de Ravena y Cervia)
- Francesco Tarcisio Carboni † (11 de febrero de 1976-25 de enero de 1985 nombrado obispo de Macerata, Tolentino, Recanati, Cingoli y Treia)

### Obispos de Macerata-Tolentino-Recanati-Cingoli-Treia
- Francesco Tarcisio Carboni † (25 de enero de 1985-20 de noviembre de 1995 falleció)
- Luigi Conti † (28 de junio de 1996-13 de abril de 2006 nombrado arzobispo de Fermo)
- Claudio Giuliodori (22 de febrero de 2007-26 de febrero de 2013 nombrado asistente eclesiástico general de la Universidad Católica del Sagrado Corazón)
- Nazzareno Marconi (3 de junio de 2014-17 de diciembre de 2022 nombrado obispo de Macerata)

### Obispos de Macerata
- Nazzareno Marconi, desde el 17 de diciembre de 2022